# Barry Likumahuwa
Barry Likumahuwa (eigentlich Elseos Jeberani Emanuel Likumahuwa; * 14. Juni 1983 in Jakarta) ist ein indonesischer Jazzmusiker. 

## Leben
Seine Eltern waren beide Musiker. So begann er  mit vier Jahren Trompete zu spielen. Mit elf Jahren wechselte er zum Bass. Seine Stilrichtung ist moderner Jazz, Fusion, Funk, Soul. 2006 gründete er das Barry Likumahuwa Project. Mit der Band LLW, der außerdem Indra Lesmana und Sandy Winarta angehören, trat er unter anderem im Jazz-Club Blue Note in Tokio auf.

## Diskographie
- Goodspell, 2008
- Love Life Wisdom, 2011